# HMS Irresistible (1782)
HMS Irresistible (1782) — 74-пушечный линейный корабль третьего ранга. Первый корабль Королевского флота, названный HMS Irresistible. Пятый линейный корабль типа Albion. Заложен в октябре 1778 года. Спущен на воду 6 декабря 1782 года на верфи в Харидже . Относился к так называемым «обычным 74-пушечным кораблям», нёс на верхней орудийной палубе 18-фунтовые пушки. Принимал участие в Бою у острова Груа и в Сражении при Сент-Винсенте.

## Служба
2 февраля 1794 года Irresistible под командованием капитана Джона Генри вместе с эскадрой вице-адмирала Джона Джервиса отплыл из Барбадоса к Мартинике для захвата острова. Британцы подошли к берегам Мартиники 5 апреля и после серии стычек с французскими войсками им удалось занять большую часть острова. Операция завершилась сдачей форта Дезе 24 марта и остров перешел под контроль британских войск.
После этого Irresistible принял участие в ещё одной операции английских войск, на этот раз в Гваделупе. Британцы и здесь достигли своей цели и сумели вынудить французов сдаться в форте Сент-Чарльз в Гваделупе 21 апреля 1794 года. Захват форта Сент-Чарльз, береговых батарей, и города Бас-Тер обошлись британской армии в два человека убитыми, четверо ранеными и пять пропавших без вести. Флот потерь не понес.
12 июня 1795 года Флот Канала под командованием Александра Худа, в том числе и Irresistible, под командованием капитана Ричарда Гриндэлла, отплыл из Спитхеда чтобы обеспечить высадку французских роялистов в бухте Киберон. 22 июня на западе от Бель-Иль был замечен французский флот. Французский адмирал Вилларе-Жуайёз не собирался вступать в бой и англичане устремились в погоню. Британский флот из 14 линейных кораблей, 5 фрегатов и 6 мелких судов, в течение суток преследовал французский (12 линейных кораблей) с зюйд-веста и загнал его к острову Груа. Места для отступления не осталось, и Вилларе-Жуайёз был вынужден принять бой. В результате был отбит бывший британский корабль HMS Alexander а также два французскими 74-пушечника Formidable и Tigre (впоследствии переименованный в Belleisle). В сражении Irresistible получил незначительные повреждения и потерял 3 человека убитыми и 11 ранеными (в том числе был ранен и капитан Гриндэлл).
8 февраля 1795 года капитаном Irresistible вместо Ричарда Гриндэлла, который был ранен в битве при Груа, был назначен Джордж Мартин. В ноябре Irresistible принял участие в экспедиции к Наветренным островам, которой руководил вице-адмирал сэр Джон Лафорей, с войсками под командованием генерал-лейтенанта сэра Ральфа Аберкромби. Экспедиция была вынуждена вернуться в порт из-за сильных штормов; вторая попытка, предпринятая под руководством контр-адмирала Хью Клоберри в декабре, также окончилась неудачей. Экспедиция была вновь отправлена в марте 1796 года, и на этот раз ей удалось достичь Вест-Индии в апреле, где Irresistible обеспечивал прикрытие высадке десанта. В том же году Irresistible принял участие в погоне за 36-пушечным французским фрегатом Perçante у берегов Сан-Доминго.
6 февраля 1797 года Irresistible присоединился к эскадре сэра Джона Джервиса у мыса Сент-Винсент. 14 февраля 1797 принял участие в сражении у мыса Сент-Винсент, в котором британский флот из 15 линейных кораблей одержал победу над более сильным испанским флотом по командованием Хосе де Кордовы. Во время сражения Irresistible и Diadem атаковали испанский 112-пушечный корабль Salvador del Mundo и заставили его спустить флаг. Потери Irresistible при этом составили 5 человек убитыми и 14 ранеными. К концу сражения флагман Нельсона Captain был сильно поврежден, и Нельсон перенес свой вымпел на Irresistible. Он оставался на нём пока Captain не был отремонтирован в конце марта.
31 марта 1797 года Irresistible вместе с эскадрой Джона Джервиса вышел из Лиссабона к Кадису, куда отступил побежденный испанский флот. Принимал участие в блокаде Кадиса.
26 апреля 1797 года Irresistible вместе с 36-пушечным фрегатом Emerald в районе города Кониль-де-ла-Фронтера заметили два испанских фрегата — Santa Elena и Ninfa, которые перевозили сокровища из Гаваны. Британцам удалось загнать испанские суда в залив Конил, где они сдались после непродолжительного сражения. Один из испанских кораблей, Santa Elena, впоследствии потерпел крушение на берегу, но второй, Ninfa, был захвачен, и затем принят на Королевский флот. Однако перед самым сражением испанцам удалось выгрузить свои сокровища на рыбацкие лодки, и они не достались англичанам.
Irresistible был отправлен на слом и разобран в 1806 году .